# Амбруаз Ойонго
Амбруаз Ойонго (фр. Ambroise Oyongo, нар. 22 червня 1991) — камерунський футболіст, захисник клубу «Монпельє».
Виступав за клуби «Котон Спорт», «Нью-Йорк Ред Буллз» та «Монреаль Імпакт», а також національну збірну Камеруну.

## Клубна кар'єра
У дорослому футболі дебютував 2010 року виступами за команду «Котон Спорт», в якій провів три сезони. У складі команди він тричі став чемпіоном Камеруну, завоював національний кубок і допоміг їй вийти в півфінал Кубка африканських чемпіонів. Влітку 2013 року французький «Лілль» цікавився захисником, але перехід не відбувся.
7 березня 2014 року Амбруаз перейшов у американський «Нью-Йорк Ред Буллз». 28 червня в матчі проти канадського «Торонто» він дебютував у МЛС. У першому ж сезоні Ойонго завоював місце основного захисника «червоних биків».
27 січня 2015 року Амбруаз перейшов у канадський «Монреаль Імпакт». 24 травня в матчі проти «Далласа» він дебютував за нову команду у МЛС. 25 червня в поєдинку проти «Торонто» Ойонго забив свій перший гол за «Монреаль». За три роки відіграв за команду з Монреаля 68 матчів у МЛС.
У січні 2018 перейшов до французького «Монпельє». Станом на 1 червня 2020 зіграв у 50 матчах національного чемпіонату.

## Виступи за збірні
2011 року залучався до складу молодіжної збірної Камеруну, разом з якою взяв участь у молодіжному чемпіонаті світу у Колумбії. На турнірі він зіграв у матчах проти збірних Португалії, Уругваю, Мексики та Нової Зеландії.
28 липня 2013 року дебютував в офіційних матчах у складі національної збірної Камеруну. 
На початку 2015 року він потрапив в заявку на Кубок африканських націй в Екваторіальній Гвінеї. У першому матчі групового етапу проти збірної Малі він забив свій перший гол за національну команду.
Через два роки у складі збірної був учасником Кубка африканських націй 2017 року у Габоні та разом зі збірною став чемпіоном Африки. Ще за два роки брав участь у Кубку африканських націй 2019 в Єгипті.

## Досягнення
- Чемпіон Африки: 2017
- Бронзовий призер Кубка африканських націй: 2021
- Чемпіон Камеруну: 2010, 2011, 2013
- Володар Кубка Камеруну: 2011